# 라이브온 카드리버
라이브온 카드리버ライブオン CARDLIVER 翔)는 일본의 TV 시리즈 애니메이션이다. 대한민국에서는 JEI 재능TV에서 작품을 수입하고 한국어 더빙 작업을 통해 방영하였으며, 수입사 JEI 재능TV와 계약을 체결하여 디원, 국군방송에서도 재방송되었다.

## 개요
- 라이브온 카드게임!!

카드를 라이브시키면 카드에서 몬스터가 라이브되어 배틀을 벌이는 게임룰을 따른다.
카드에서 라이브된 몬스터와 카드라이버가 직접 라이브체인지하여 배틀을 벌일 수 있는
'라이브 체인지 카드'기술은 라이브온 카드게임만의 묘미!
한층 실감나는 전투를 즐길 수 있다!

## 줄거리
바야흐로 라이브온 카드게임의 전 세계적인 열풍!!
초등학생 우랑은 최강의 카드라이버를 꿈꾸지만 어린아이한테도 지고 마는 형편없는 배틀실력의 소유자다.
그러던 어느날, 우랑은 의문의 남자에게 쫓기던 강아지 페달을 구해주고, 페달에게 받은 '라이브 체인지 카드'를 이용해 라이브체인지 하면서
역정의 기회를 잡게 되는데...

## 등장인물
- 은우랑 (아마오 카케루)
  - 성우: 이시카와 시즈카 (日), 소연 (韓)
  - 최강의 카드리버를 꿈꾸는 11세 소년. 배틀 실력은 형편없었지만 페달과 만나고 난 후 조금씩 성장해 나간다. 자신의 몬스터들을 굳게 믿는 의리파로, 몬스터들과의 우정과 믿음을 바탕으로 배틀에서도 차츰 두각을 나타낸다. 몬스터를 너무 믿어서 40장 전부다가 몬스터다가 25화부터 기술카드를 쓰기 시작했다. 비장의 카드는 타이거 드라고, 브러시. 라이브 체인지 몬스터는 은빛 갈기 늑대이고, 크로스 체인지 몬스터는 슈퍼 은빛갈기 늑대다.

- 강나래 (코제리 아이)
  - 성우: 오리카사 후미코 (日), 배정미 (韓)
  - 우랑의 소꿉친구로 나이는 우랑보다 한 살 어린 10살 소녀. 어리지만 카드 배틀에서는 상당한 실력을 보여주고 있다. 승부욕이 강한 타입으로 지는 것을 엄청나게 싫어한다. 대공계통을 쓰고 비장의 카드는 프린세스 프라이머리, 세컨더리, 소환수 이글, 골든 서전이다. 라이브 체인지 몬스터는 고속 팔콘이고, 크로스 체인지 몬스터는 엑설런트 고속 팔콘이다.

- 페달
  - 성우: 스즈키 마사미 (日), 최하나 (韓)
  - 의문의 남자에게 쫓기는 중이던 상처입은 강아지. 그의 보금자리, 부모님은 몇 년 동안 단 한 번도 나온 적이 없었던 수수께끼의 동물이다. 우랑의 도움으로 가까스로 위기에서 벗어나, 우랑에게 라이브 체인지 카드를 주고 우랑의 파트너가 된다. 라이브온 카드를 만들 수 있는 크리에이터 몬스터이다.

- 서준 (마카리 토오루) 
  - 성우: 마츠노 타이키 (日), 주재규 (韓)
  - 부잣집 도련님으로 올해 나이 12세. 승부에 연연하기 보다는 화려하고 우아한 배틀 자체를 즐긴다. 우랑과 나래와 함께 앙방시블 팀을 결성한다. 항상 기분이 급상승하고 급하강해서 라이브배틀에 영향을 준다. 비장의 카드는 클리어 시 서펜트, 울트라 바이올렛 등이 있다. 라이브 체인지 몬스터는 돌고래 모양의 네이비 돌핀이고, 크로스 체인지 카드는 원더 네이비 돌핀이다.

- 조지 영(조지 카토우)

페달을 뒤쫓는 의문의 남자! 엄청난 실력의 카드리버지만 그의 정체는 베일에 가려져 있다. 비장의 카드는 시엔 드래곤(한국어는 화염 드래곤)과 볼캐닉. 라이브 체인지 몬스터는 그래파이트 고스트이고, 크로스 체인지 몬스터는 네오 그래파이트 고스트임.
- 플러그

페달처럼 크리에이터 몬스터임. 그녀의 보금자리, 부모님이 나오지 않았던 것은 페달과 동일하다. 대명계의 크리에이터 몬스터. 일본 성우는 사쿠라이 토모.
- 홍동역 (아카마루 치카라) (한:이선호)

향신료섬에서 브러시를 우랑, 나래, 준 몰래 가져가려고 하다가, 우랑이와 라이브온을 하게 된다.
QB가 준 사벨 소환수를 이용해, 골드사벨을 마운트한다.
팀 급상승이다. 라이브온 주 대회 결승전에서 팀 앙방시블과 만난다. 최강의 카드는 타이거 드라고, 사벨 소환수, 골드사벨이다.
- QB(큐비)

우랑, 나래, 준, 동혁을 이용해 골드 타이탄족을 부활시켜, 세계를 멸망시키려는 야망을 품고 있는 의문의 몬스터.
- 브러시 (부랏슈) (한:안소이)

23화 '알 소동'에서 첫등장한 드래곤족의 몬스터. 빨강토크 2개와 하양토크 2개를 가지고 있다.

## 비밀
- '골드 타이탄'이라는 말은, 금을 뜻하는 'Gold'와 '타이탄'이 합쳐져서 생긴 말이다.
- 시엔 드래곤은 한국으로 올 때 '화염 드래곤'으로 번역되었다. '시엔'은 보랏빛 연기라는 뜻이다.
- 확장팩의 3탄 '찬란한 드래곤'에서는 이색의 토크를 가진 드래곤족의 몬스터도 등장하기 시작하였다.
- 드래곤족의 몬스터에도 (울트라 바이올렛 제외)성우가 있다. 예를 들어, 호라이즌의 성우는 카자마 유우토이다.

## 같이 보기
- 카드왕 믹스마스터